# Velika Grabovnica (Leskovac)
Pour les articles homonymes, voir Velika Grabovnica.
Velika Grabovnica (en serbe cyrillique : Велика Грабовница) est une localité de Serbie située sur le territoire de la Ville de Leskovac, district de Jablanica. Au recensement de 2011, elle comptait 1 301 habitants.
Velika Grabovnica est officiellement classée parmi les villages de Serbie.

## Démographie

### Évolution historique de la population
| 1948  | 1953  | 1961  | 1971  | 1981  | 1991  | 2002  | 2011  |
| ----- | ----- | ----- | ----- | ----- | ----- | ----- | ----- |
| 1 505 | 1 563 | 1 548 | 1 609 | 1 638 | 1 570 | 1 452 | 1 301 |

|  |